# Monument 4 de La Venta
Le monument 4 est une tête colossale olmèque, découverte sur le site de La Venta au Mexique en 1940.

## Caractéristiques
Le monument 4 est une sculpture de basalte, mesurant 2,26 m de hauteur pour 1,98 m de largeur et 1,86 m de profondeur ; elle pèse 19,8 t.
Comme les autres têtes colossales, le monument 4 représente une tête humaine. Elle est surmontée d'une coiffe complexe endommagée, mais dont les détails restent visibles. La base de la coiffe est constituée de trois bandeaux horizontaux au-dessus du front. Un côté est décoré d'un motif à double disque qui était peut-être répété de l'autre côté, mais les dégâts portés au côté droit en ont oblitéré toute trace. Le sommet de la coiffe est décoré du pied d'un oiseau de proie,. Des sangles ou des cheveux nattés descendent de chaque côté du visage, depuis la coiffe jusqu'à la base du monument. Un seul ornement d'oreille subsiste : il est plat, en forme de carré arrondi et décoré d'un motif en croix. Les dents du personnage sont clairement visible.

## Historique
La fabrication d'aucune tête colossale n'a pu être datée avec précision. Toutefois, sur le sie de San Lorenzo, l'enterrement des têtes a pu être daté d'au moins 900 av. J.-C., leur fabrication et leur utilisation étant antérieures. On estime qu'elles dateraient de l'époque préclassique de la Mésoamérique, probablement du début de cette époque (1500 à 1000 av. J.-C.).
Quatre têtes colossales ont été découvertes sur le site olmèque de la Venta : la première, le monument 1, dans le complexe B au sud de la Grande Pyramide, sur une esplanade incluant plusieurs autres sculptures ; les trois autres le long d'une ligne est-ouest dans le complexe I, au nord du site, orientées vers le nord à l'opposé du centre de la ville à 0,9 km au nord du monument 1. Le monument 4 se situe alors à quelques mètres à l'ouest du monument 2.
En 1940, un garçon local guide l'archéologue américain Matthew Stirling jusqu'au trois têtes nord alors qu'il excave le monument 1. Le monument 4 est trouvé dans son contexte original, daté par carbone 14 entre 1000 and 600 av. J.-C.
La tête n'est plus sur le site : elle est exposée dans le parc-musée La Venta à Villahermosa, capitale du Tabasco.